# Ardeola rufiventris
Ardeola rufiventris là một loài chim trong họ Diệc.
Loài này được tìm thấy ở phía đông, trung và nam châu Phi Sahara lan rộng mặc dù vắng mặt ở phía tây nam khô cằn và được tìm thấy ở Ăng-gô-la, Botswana, Burundi, Cộng hòa Dân chủ Congo, Kenya, Lesentine, Malawi, Mali, Mozambique, Namibia, Rwanda, Namibia, Rwanda, Nam Phi, Swaziland, Tanzania, Uganda, Zambia và Zimbabwe. 
Chế độ ăn của chúng chủ yếu là các loài cá nhỏ như cá rô phi và barbus, loài lưỡng cư, động vật giáp xác, côn trùng thủy sinh và động vật không xương sống dưới nước khác.